# 마그 바 사르마차르 작전
2024년 1월 18일, 파키스탄은 코드명 마그 바 사르마차르 작전(영어: Operation Marg Bar Sarmachar, 우르두어: آپریшن مرگ بر سرمچار, 의미:  반란군의 죽음)이라는 발로흐족 분리주의 단체를 표적으로 삼아 이란의 시스탄과 발루체스탄 지역 내에서 일련의 공습과 포병 공격을 시작했다. 파키스탄으로. 이번 공격은 하루 전 파키스탄 발루치스탄주 지역에 대한 이란의 미사일 공격에 대응해 시작됐다.
이란은 이번 공격으로 외국인 9명이 사망했다고 밝혔다. 발루치스탄 해방군(BLA)은 사망자 중에는 소속 부대원도 포함되어 있음을 확인했다.
이번 공격은 1988년 이란-이라크 전쟁이 끝난 이후 외국이 이란을 공격한 첫 사례로 기록됐다.

## 같이 보기
- 2024년 이란의 파키스탄 미사일 공격